# Джордж де Мореншильд
Джордж де Мореншильд (англ. George Sergius de Mohrenschildt, рос. Георгий Сергеевич де Мореншильд; 4 квітня 1911 (17 квітня 1911), Мозир — 29 березня 1977, Маналапан (Флорида)
) був американським нафтовим геологом, антикомуністом, політичним біженцем, професором, та часом агентом ЦРУ. Де Мореншильд, який переїхав до Далласа в жовтні 1961 року, найбільш відомий своїм знайомством з Лі Гарві Освальдом влітку 1962 року.
Свідчення де Мореншильда перед Комісією Воррена, яка розслідувала вбивство, було одним із найдовших серед всіх свідків.
З тих пір, як він свідчив та скоїв самогубство, де Мореншильд став популярною постаттю в численних теоріях змови, що оточують вбивство Кеннеді. Наприклад, ті, хто вірить, що співтовариство розвідки Сполучених Штатів було причетне до вбивства, звинувачують де Мореншильда в тому, що він був куратором ЦРУ Освальда. З іншого боку, колишній генерал-лейтенант Секурітате Іон Міхай Пачепа, високопоставлений дезертир з комуністичної Румунії, заявив перед своєю смертю, що Джордж де Мореншильд, незважаючи на його претензії на походження з російської шляхти та статус біженця від Червоного терору, насправді був таємним агентом ПГУ КДБ, який зосереджувався на збиранні військової інформації та діяв як куратор Освальда радянської розвідки.

## Раннє життя
Де Мореншильд народився як Єжи фон Мореншильд (пол. Jerzy Sergius von Mohrenschildt) в Мозирі, Російська імперія, тепер Білорусь, 4 квітня за старим стилем російського юліанського календаря. У нього був старший брат, Дмитро. Його аристократичний батько, Сергій Олександрович Мореншильд, був балтійсько-німецького, шведського та російського походження. Мати де Мореншильда, Олександра, була аристократкою польського, російського та угорського походження.
Сергій фон Мореншильд був описаний своїм сином як предводитель дворянства Мінської губернії з 1913 по 1917 рік і мав цивільний ранг дійсного статського радника, що відповідає генерал-майору. Але довідники Мінська з 1913—1917 років розкривають, що це було незначним перебільшенням. Довідники вказують, що Сергій фон Мореншильд мав ранг менший ніж предводитель дворянства Мінського повіту. Крім того, а ні Сергій фон Мореншильд, а ні його діти ніколи не мали дворянського титулу барона або графа в Імператорській Росії або в інших країнах.
У 1920 році, під час Червоного Терору і Громадянської війни в Росії, Сергій фон Мореншильд був арештований Більшовицькою таємною поліцією, або ВНК, за звинуваченням у протиреволюційній агітації. Йому було вироковано депортацію в Великий Устюг, місті на півночі Росії. Джордж де Мореншильд пізніше свідчив перед Комісією Воррена, що, дочекавшись транспорту до Великого Устюгу, його батько захворів. Двоє білоруських єврейських лікарів, які лікували його в тюрмі, порадили йому перестати їсти, щоб здали більше хворобливого. Лікарі потім повідомили радянський уряд, що Сергій надто хворий, щоб вижити в дорозі до Великого Устюгу, і йому слід дозволити одужати вдома. Чекісти погодились, за умовою того, що Сергій фон Мореншильд буде відмічатися щотижня до того часу, поки не відновиться настільки, щоб його відправити до Великого Устюгу. Замість цього, Сергій, його дружина та молодший син тоді втекли до Другої Польської Республіки на візку з сіном. Старший син, Дмитро фон Мореншильд, перебував під вартою ЧК і чекав на виконання смертного вироку, але пізніше був висланий назад до Польщі в рамках обміну полоненими. Під час своєї подорожі, де Мореншильд, його батько та мати Олександра заразилися тифом. Александра померла від хвороби незабаром після того, як сім'я перетнула кордон в Польщі.
Після смерті дружини Сергій фон Мореншильд зі своїми синами приїхав до Вільно, де їхня родина все ще володіла шестиакровим маєтком. Джордж де Мореншильд закінчив Вільнюську гімназію у 1929 році, а потім закінчив Кавалерійську академію Польської армії в 1931 році. Пізніше він отримав ступінь магістра в Інституті вищих комерційних досліджень. Захистивши дисертацію про економічний вплив Сполучених Штатів на Латинську Америку, він отримав ступінь доктора наук з міжнародної торгівлі в Університеті Льєжа в Бельгії в 1938 році.
Єжи фон Мореншильд емігрував до Сполучених Штатів у травні 1938 року, після чого змінив своє ім'я, галлицизуючи шляхетний предикат у своєму імені з німецького «фон» (нім. von) на французьке «де» (фр. de). За словами де Мореншильда, він збирав інформацію про людей, залучених до пронацистських діяльностей, таких як ті, що торгували правами на нафтові родовища в США в інтересах нацистської Німеччини до того, як США вступили в Другу світову війну. Де Мореншильд свідчив, що ще однією метою його збір даних була промислова шпигунів і ціль була допомогти французьким нафтовим компаніям перевершити компанії з нацистської Німеччини.
У літній період 1938 року де Мореншильд разом зі своїм старшим братом Дмитром фон Мореншильдом перебував на Лонг-Айленді в Нью-Йорку. Так само як Джордж, Дмитро фон Мореншильд був відданим антикомуністом, а також агентом проти нацистів під час Другої світової війни для Генерала Вільяма Дж. Донована із УСС і, в холодній війні, одним із засновників Радіо Вільна Європа та Радіо Свобода.
Побувавши у Нью-Йорку, де Мореншильд познайомився з родиною Бувьє, до якої належала майбутня перша леді Сполучених Штатів Жаклін Бувьє. Жаклін з дитинства називала де Мореншильда «дядьком Джорджем» і часто сиділа на його колінах. Він став близьким другом тітки Джеклін, Едіт Бувьє Беаль.
З 1939 по 1941 рік Джордж де Мореншильд намагався займатися страхуванням, але не здав іспит на брокера. У 1941 році він пов'язав своє ім'я з компанією «Film Facts» в Нью-Йорку, котра належала його двоюрідному братові Беренду Майделлю, також відомому як Барон Майделль (або Граф Майделль), якому приписували пронімецькі симпатії. Згідно з меморандумом 1978 року колишнього директора ЦРУ Річарда Гелмса, де Мореншильд «звинувачували у тому, що він був шпигуном нацистів». Однак Джордж де Мореншильд заперечував свої симпатії до нацистів і, натомість, стверджував, що допомагав збирати гроші в Америці на підтримку польського опору, створивши документальний фільм про борців з опором в окупованій Польщі.
У 1942 році де Мореншильд одружився з американською підлітком по імені Дороті Пірсон. Вони мали дочку Александру (відому як Алексіс), але розлучилися на початку 1944 року. У 1945 році де Мореншильд отримав ступінь магістра в геології нафти в Університеті Техасу.

## Даллас, Освальд і Гаїті
Після закінчення Другої світової війни, де Мореншильд переїхав до Венесуели, де працював у компанії Pantepec Oil, що належала Вільяму Баклі старшому. У 1947 році він одружився з Філіс Вашингтон, дочкою кар'єрного дипломата з державного департаменту. Вони розлучилися у 1949 році. Того ж року де Мореншильд отримав громадянство США. У 1950 році він заснував інвестиційну фірму в галузі нафти разом із своїм пасинком Едвардом Гукером, з офісами в Нью-Йорку, Денвері і Абіліні. У 1951 році де Мореншильд одружився втретє, з лікаркою Вінн «Діді» Шарплз. Наступного року пара переїхала до Далласа, штат Техас, в якому де Мореншильд працював як нафтовий геолог у олігарха Клінта Марчісона. У де Мореншильда та Шарплз було двоє дітей, син і дочка, обидва з якими народилися з кістозним фіброзом (син пари помер від цієї хвороби в 1960 році, так само як і їхня дочка у 1973 році). Де Мореншильд та Шарплз розлучилися у 1957 році.
Джордж де Мореншильд став членом нафтового клубу Далласа, був членом Далласької Ради з питань міжнародних відносин і працював в одному з місцевих коледжів. Один із його давніх друзів, інженер з офшорних нафтовидобутку Джордж Кітчел, розповів Федеральному бюро розслідувань, що Джордж де Мореншильд був хорошим другом нафтових баронів Клінта Мурчісона, Г. Л. Ханта, Джона Мекома старшого і Сіда Річардсона.
В Далласі Джордж де Мореншильд приєднався до місцевого відділення антирадянської Організації "Крестовий похід за свободу", членами якої були Ірл Кабел, Еверетт Гольєр, Девід Гарольд Берд і Тед Ділі, і яка допомагала збирати гроші та іншим чином підтримувати приховані діяльності як «Радіо Вільна Європа», так і Національного комітету за вільну Європу.
У 1957 році де Мореншильд поїхав в комуністичну Югославію для проведення геологічних досліджень в рамках програми Міжнародного агентства з співробітництва, спонсорованого Державним департаментом США. Під час перебування в Югославії, де Мореншильд був звинувачений таємною поліцією, або СДБ, в таємному створенні малюнків таємних військових укріплень. Після повернення до Сполучених Штатів, де Мореншильда допитували ЦРУ, як у Вашингтоні, так і в Далласі.
Після розлучення у 1957 році, де Мореншильд одружився вчетверте з колишньою танцівницею, моделлю та американкою російського походження, Жанною ЛеГон, в червні 1959 року. ЛеГон (за народженням Євгенія Фоменко) була дочкою директора Китайської східної залізниці, який був пізніше вбитий комуністами. З кінця 1960 року і протягом 1961 року він і його дружина подорожували Центральною Америкою та Карибами. Його «піша подорож» через Центральну Америку була спрямована на одужання після того, як у 1960 році його єдиного сина забрав кістковий фіброз. Проте де Мореншильд також представив державному департаменту США письмовий звіт про свою подорож, і фотографія, зроблена під час подорожі, показує його зустріч з американським послом в Коста-Ріці.
Лі Гарві Освальд та його дружина Марина Освальд, яка народилася в СРСР (УССР), познайомилися з де Мореншильдом влітку 1962 року в Форт-Верті, штат Техас. Де Мореншильд засвідчив перед комісією Воррена у 1964 році, що познайомився з Освальдами через видатного члена російсько-американської спільноти Форт-Верта, бухгалтера з нафти Джорджа Боухе. Коли де Мореншильд запитав, чи безпечно допомагати Освальду, Боухе сказав, що він перевірив це з ФБР. Де Мореншильд також вважав, що він обговорив Освальда з Максом Кларком, якого він вважав співробітником ФБР, і з Дж. Уолтоном Муром, якого де Мореншильд описував як «чоловік з уряду — або ФБР, або Центральної розвідки», і який декілька разів дебрифінгував де Мореншильда після його подорожей за кордон, починаючи з 1957 року. (Згідно з розсекреченим документом ЦРУ, який був отриманий Спеціальним комітетом з розслідування вбивств, де Мореншильд насправді був правий, а Дж. Волтон Мур був агентом відділу внутрішніх контактів ЦРУ в Далласі). Де Мореншильд стверджував, що незабаром після зустрічі з Освальдом він запитав Мура і адвоката Форт-Верту Макса Кларка про Освальда, щоб переконатися, що допомогти Освальду є «безпечно». Де Мореншильд засвідчив, що одна з осіб, з якими він обговорив Освальда, сказала йому, що Освальд «здається впорядкованим» і «він безпечний божевільний». Однак він уже не був впевнений, хто саме йому це сказав. (Під час допиту у 1978 році перед Комітетом виборців для розслідування замахів на президента, Дж. Волтон Мур зазначив, що він «періодично спілкувався з де Мореншильдом», але не пам'ятав жодної розмови з ним щодо Освальда. В цей період десятки тисяч американських громадян регулярно піддавалися опитуванню ЦРУ після поїздок до комуністичних країн, таких як Югославія, як і де Мореншильд.) Після повернення додому з вихідного відпустки до Хьюстона, де Мореншильд зрозумів, що хтось зламався в його будинок і скопіював його особисті документи та інші документи. Тоді він також мав рукопис, який Освальд дав йому на прочитання, і зрозумів, що і цей документ також міг бути скопійований при обшуку. Його основним сумнівом було те, що ЦРУ стояло за цим вторгненням. За словами де Мореншильда, Мур категорично заперечив, коли йому сказали, що ЦРУ було якось причетне до цього.
У жовтні 1962 року Освальд повідомив де Мореншильду, що втратив роботу у недалекому Форт-Уерті. У відповідь де Мореншильд порадив Освальду, що в нього кращі шанси знайти роботу будуть у Далласі. Освальд незабаром був прийнятий на роботу в фотографічну фірму Jaggars-Chiles-Stovall у Далласі. Дружина та дочка де Мореншильда пізніше заявляли, що саме він допоміг Освальдові отримати роботу у Jaggars-Chiles-Stovall.
14 квітня 1963 року де Мореншильд і його дружина Жанна відвідали квартиру Освальдів у Далласі. Поки Марина водила Жанну по квартирі, вони виявили гвинтівку Освальда, прислонену до стіни в шафі. Жанна повідомила Джорджу, що Освальд має гвинтівку, і він поглазував з Освальда: «Так це ти стріляв по генералу Вокеру?» (Генерал Едвін Уокер був політиком, якого де Мореншильд «знає, що Освальд не любив.») Запитаний Комісією Воррена про реакцію Освальда, де Мореншильд відповів, що Освальд «ухмикнувся». У інтерв'ю з Едвардом Джей Епштейном, де Мореншильд заявив, що повідомив ЦРУ, що він вважає, що Освальд намагався вбити генерала Вокера. «Я говорив з ЦРУ як перед, так і після. Це мене знищило.» Комісія Воррена прийшла до висновку, що 10 квітня 1963 року Освальд намагався вбити генерала Едвіна Вокера.
У червні 1963 року де Мореншильд переїхав на Гаїті. Він ніколи більше не бачив Освальда.
Після того, як Кеннеді був застрелений 22 листопада 1963 року, де Мореншильд дав свідчення перед Комісією Воррена у квітні 1964 року. За словами полковника Л. Флетчера Праути, тодішнього головного посадовця Пентагону, що забезпечував зв'язок з ЦРУ, де Мореншильд також декілька разів обідав з колишнім директором ЦРУ та членом Комісії Воррена Алленом Даллесом під час своїх свідчень. У листопаді 1966 року де Мореншильд покинув Гаїті і повернувся в Даллас. У 1967 році орлеанський окружний адвокат Джим Гаррісон опитав де Мореншильда та його дружину як частину своєї справи проти Клея Шоу. Гаррісон заявив, що обидва де Мореншильда наголосили, що Освальд був цапом-відбувайлом у замаху. З розмови з ними Гаррісон прийшов до висновку, що Джордж де Мореншильд був одним із непроханих «нянь … призначених для захисту або забезпечення загального благополуччя Освальда».

### Пізніше життя та лист до директора ЦРУ
Джордж і Жанна де Мореншильд розлучилися в Далласі, штат Техас, 3 квітня 1973 року після майже 14 років шлюбу. Ця інформація не була опублікована в місцевих газетах, і пара продовжувала вважатися подружжям.
У вересні 1976 року ЦРУ звернулось до ФБР з проханням встановити місцезнаходження де Мореншильда, оскільки він «намагався зв'язатися з директором ЦРУ». 5 вересня 1976 року де Мореншильд написав листа директору ЦРУ Джорджу Г. В. Бушу, прохаючи його про допомогу. Він був знайомий з родиною Бушів; Джордж Г. В. Буш був однокімнатником племінника де Мореншильда, Едварда Г. Гукера в Академії Філліпса у місті Андовер, штат Массачусетс. У листі йшлося:
|  | Ви вибачте за цей написаний власноруч лист. Можливо, ви зможете знайти вихід з безнадійної ситуації, в якій я опинився. Моя дружина і я опинились оточеними якимись самопроголошеними захисниками правопорядку, наш телефон підслуховують, і нас постійно стежать за кожним кроком. Чи FBI причетний до цього, чи вони не хочуть реагувати на мої скарги, я не знаю. Ця ситуація доводить нас до безумства. Я поводився як глупий дурень, з того часу як моя дочка Надя померла від [кістозного фіброзу] понад три роки тому. Я спробував написати, безглуздо і безуспішно, про Лі Х Освальда і, мабуть, засмутив багатьох людей — я не знаю. Але покарати старого чоловіка, як я, і мою дуже нервову та хвору дружину, це справді забагато. Чи могли б ви щось зробити, щоб зняти сіть навколо нас? Це буде моя остання просьба про допомогу, і я більше не хочу вас надокучувати. Бажаю успіху у вашій важливій роботі. Дуже вам дякую. Оригінальний текст (англ.) You will excuse this hand-written letter. Maybe you will be able to bring a solution to the hopeless situation I find myself in. My wife and I find ourselves surrounded by some vigilantes; our phone bugged; and we are being followed everywhere. Either FBI is involved in this or they do not want to accept my complaints. We are driven to insanity by the situation. I have been behaving like a damn fool ever since my daughter Nadya died from [cystic fibrosis] over three years ago. I tried to write, stupidly and unsuccessfully, about Lee H Oswald and must have angered a lot of people — I do not know. But to punish an elderly man like myself and my highly nervous and sick wife is really too much. Could you do something to remove the net around us? This will be my last request for help and I will not annoy you any more. Good luck in your important job. Thank you so much. |

Джордж Г. В. Буш відповів:
|                                                                                 | Дозвольте спочатку сказати, що я розумію, якою складною була для вас ситуація, описана у вашому листі, і як вам було важко звертатися за допомогою. Я розумію ваш стан душі, особливо враховуючи трагічну смерть вашої дочки кілька років тому та поточний поганий стан здоров'я вашої дружини. Я дуже співчуваю вам через ці обставини. В вашій ситуації я можу уявити, як вас та вашу дружину впливають згадані у вашому листі події. Проте, мої співробітники не змогли знайти жодних підтверджень інтересу з боку федеральних органів у вашій діяльності за останні роки. Бурхливий інтерес, що супроводив ваше свідчення перед Комісією Воррена, давно вщух. Я можу лише припустити, що ви, можливо, стали знову "актуальною особою" у зв'язку із відродженим інтересом до вбивства Кеннеді, і таким чином привертаєте увагу людей у засобах масової інформації. Сподіваюся, що цей лист був хоча б трохи втішним для вас, Джордж, хоча я розумію, що не можу повністю відповісти на ваше запитання. Оригінальний текст (англ.) Let me say first that I know it must have been difficult for you to seek my help in the situation outlined in your letter. I believe I can appreciate your state of mind in view of your daughter's tragic death a few years ago, and the current poor state of your wife's health. I was extremely sorry to hear of these circumstances. In your situation I can well imagine how the attentions you described in your letter affect both you and your wife. However, my staff has been unable to find any indication of interest in your activities on the part of Federal authorities in recent years. The flurry of interest that attended your testimony before the Warren Commission has long subsided. I can only speculate that you may have become "newsworthy" again in view of the renewed interest in the Kennedy assassination, and thus may be attracting the attention of people in the media. I hope this letter had been of some comfort to you, George, although I realize I am unable to answer your question completely. |
| — Джордж Буш, Директор Центральної розвідки. [CIA Exec Reg. # 76,51571 9.28.76] | |

9 листопада 1976 року Жанна змусила де Мореншильда зайти на лікування у психіатричний заклад у Техасі на три місяці, та в юридично завіреній декларації зазначила чотири попередні спроби суїциду, які сталися, коли він перебував у Далласі. У декларації вона також заявила, що де Мореншильд страждає від депресії, слухає голоси, бачить візії і вірить, що ЦРУ та єврейська мафія переслідують його. Проте, він був звільнений на кінець року.
За інформацією голландського журналіста Віллема Ольтманса, у 1967 році «серйозний і відомий голландський ясновидець» на ім'я Жерар Круазе мав візію заговорника, який маніпулював Освальдом; його опис привів Ольтманса до де Мореншильда, і вони залишалися на зв'язку. У 1977 році Ольтманс поїхав в Техас і привіз де Мореншильда до Нідерландів. Ольтманс стверджував, що він врятував де Мореншильда з психіатричного закладу, щоб привезти його до Круазе. За словами Ольтманса, Круісет погодився, що де Мореншильд був чоловіком, якого він бачив у своїй візії.
Ольтманс повідомив, що після прибуття де Мореншильда до Нідерландів, той запросив його на прогулянку з деякими російськими друзями. Вони поїхали до Брюсселя і мали плани відправитися до міста Льєж, що знаходиться у франкофонній частині Бельгії. Ольтманс мав свій будинок на селі неподалік від Льєжа. Після повернення до Брюсселя, де Мореншильд пішов на коротку прогулянку, з якої не повернувся. Він раніше погодився зустрітися на обід з Ольтмансом та його друзями. Ольтманс чекав на нього, але де Мореншильд так і не повернувся.

### Смерть
16 березня 1977 року Мореншильд повернувся до Сполучених Штатів зі своєї поїздки. Його дочка тривалий час розмовляла з ним і склала враження, що він дуже занепокоєний деякими питаннями, а також зазначала що він висловлював бажання покінчити з життям. 29 березня Мореншильд дав інтерв'ю автору Едварду Джей Епштейну, під час якого заявив, що в 1962 році оперативник ЦРУ з Далласа Дж. Волтон Мур і один з його співробітників передали йому адресу Лі Харві Освальда в сусідньому Форт-Ворті, після чого запропонували Мореншильду познайомитися з ним. Він зазначив, що звернувся до Мура з проханням про допомогу з боку посольства США в Гаїті. «Я б ніколи не зв'язався з Освальдом, якби Мур не санкціонував це», — сказав Мореншильд. «Занадто багато стояло на карті». В той же день, після інтерв'ю з Епштейном, Мореншильд отримав візитну картку від Гетона Фонці, розслідувача Комітету Палати представників з питань вбивств, де йому повідомили, що хотіли б побачитися з ним. Комітет вважав його «ключовим свідком». Того самого дня після обіду Мореншильд був знайдений мертвим від самогубства з самовчиненим вогнепальним пораненням голови в будинку, де він проживав у Маналапан, Флорида. Висновок коронера був — самогубство.
У книзі «Вбивство Кеннеді» (2012), телеведучий Білл О'Райллі заявив, що стояв біля дверей Мореншильда, коли почув вибух рушниці, що означав самогубство. Однак цей вислів пізніше був доведений неправдивим. Запис телефонного дзвінка між О'Райллі та Фонці підтвердив, що О'Райллі дійсно розслідував цього російського емігранта. Але О'Райллі дізнався про самогубство Мореншильда від Фонці і навіть не був у Флориді в той час, але перебував у Далласі, Техас.

## Після убивства Кеннеді

### Спеціальний комітет палати представників з питань вбивств
2 квітня 1977 року Віллем Олтманс повідомив комітету палати представників з питань вбивств, що де Мореншильд особисто звинуватив себе у спроконспірованому убивстві президента Кеннеді. Адвокат де Мореншильда Пет Рассел сказав: «Я точно вірю, що була змова, і це було думкою Джорджа». Олтманс дав покази на закритому засіданні тривалістю три години і розповів комітету, що де Мореншильд повідомив йому, що обговорив усі аспекти вбивства з Освальдом. «Де Мореншильд сказав мені, що Освальд діяв за його (Де Мореншильда) вказівками і він знав, що Освальд збирається вбити Кеннеді», — заявив Олтманс.
6 липня 1978 року Джозеф Драйер розповів комітету, що він та де Мореншильд мали зв'язок з жінкою на ім'я Жаклін Лансело. Взаємовідносини Драйера з Лансело включали передачу повідомлень від неї людям у Сполучених Штатах, про яких Драйер припускав, що мають якесь зв'язок із ЦРУ. Драйер заявив, що Лансело повідомила йому незабаром після замаху на Кеннеді, що «значна» сума грошей, $200 000 або $250 000, була внесена на рахунок де Мореншильда. Драйер зазначив, що де Мореншильд твердив, що приїхав на Гаїті для розвідки нафти, але Драйер стверджував: «Я ніколи не міг з'ясувати, чим він займається». Драйер висловив переконання, що де Мореншильд мав «якийсь зв'язок із розвідкою».
Дослідник Конгресу Гейтон Фонзі зазначив, що наприкінці 1963 року «на рахунку де Мореншильда в гаїтянському банку з'явилося декілька великих депозитів, включаючи один у розмірі двохсот тисяч доларів з багамського банку». Це сталося тоді, коли де Мореншильд та Клемар Жозеф Шарль, радник президента Гаїті Франсуа «Папа Док» Дювальє, «вони як вважалося веліколепно господарювали плантацією сизалю, але це була занедбана діяльність, до якої вони ніколи не зближалися».
У внутрішньому меморандумі ЦРУ 1976 року щодо де Мореншильда, директор Джордж Г. В. Буш зазначив: «Колись він мав або витрачав багато грошей».

### Ще одне фото на задньому дворі

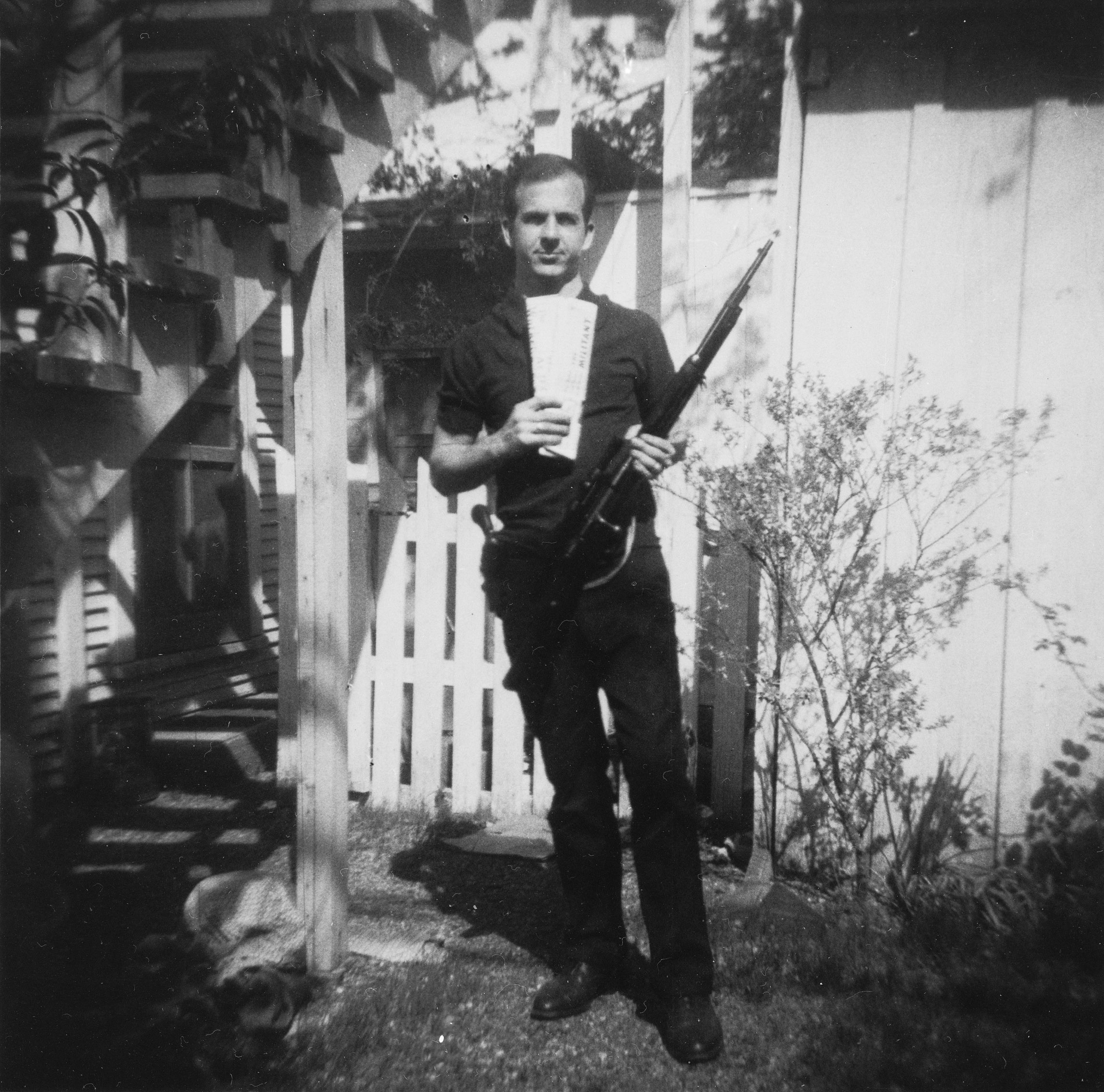
Зображення CE-133A, одне з трьох відомих «фотографій зі двору». Це те саме зображення, яку Освальд (першу копію) відправив своєму другу Джорджу де Мореншильду у квітні 1963 року, з датою і підписом Освальда на зворотному боці фотографії. На зображенні Освальд тримає рукою гвинтівку Carcano, з позначеннями, які відповідають гвинтівці Carcano, яку знайшли у книжковій депозитарії і яка була використана під час убивства. Крім того, він тримає в іншій руці два марксистські газети: марксистсько-лєнінську і прорадянську «» і «», троцкістську газету, що пропагувала антисталінську і антирадянську лінію.

1 квітня 1977 року Жанна де Мореншильд передала Комітету друковану копію фотографії, на якій зображений Лі Гарві Освальд, що стоїть у своєму саду в Далласі, тримаючи дві газети і гвинтівку, а на боці пістолет — фотографію, зроблену дружиною Освальда, Мариною. Хоча ця копія була подібна до інших знайдених серед особистих речей Освальда 23 листопада 1963 року, існування саме цієї копії було раніше невідомим. Задню сторону фотографії прикрашала написана словами «Своєму другу Джорджу від Лі Освальда» та дата «5/IV/63» (5 квітня 1963 року), а також слова «Copyright G de M» і фраза російською, що перекладається як «Мисливець за фашистами, ха-ха-ха!!!». Експерти з рукопису пізніше визначили, що слова «Своєму другу Джорджу…» та підпис Освальда були написані самим Лі Гарві Освальдом, але не змогли визначити, чи решта була написана Освальдом, його дружиною чи де Мореншильдом. Де Мореншильд вважав, що Марина написала це іронічно.
Де Мореншильд написав у своєму рукопису, що він пропустив фотографію Освальда під час упаковки перед переїздом до Гаїті у травні 1963 року, тому й не згадав про неї перед Комісією Воррена (хоча він зауважив у своєму рукопису, що Освальд мав гвинтівку у квітні 1963 року, і жартував з Освальда, що той не попав в генерала Вокера, згадуючи, як Освальд збліднув від жарту). За словами де Мореншильда, фотографія була знайдена серед його збережених документів лише у лютому 1967 року, коли він і його дружина знайшли її. Після аналізу комітетом у 1977 році виявилось, що ця фотографія виявилася першоджерельним відбитком знаної Комісією Воррена фотографії з двору під назвою «CE-133A», ймовірно зробленої 31 березня 1963 року.

## Мемуари
Жанна де Мореншильд також передала Комітету копію рукопису під назвою «Я — цап-відбувайло! Я — цап-відбувайло!», який Георг де Мореншильд закінчив улітку 1976 року, про його стосунки з його «миленьким, мертвим другом» Освальдом. У рукописі він зазначав, що Освальд, якого він знає, майже ніколи не був насильним і не міг би бути тим типом людини, який би вбив Кеннеді. Частково такий висновок базувався на думці де Мореншильда про політичні погляди Освальда та ліберальні ідеї Кеннеді. До 2014 року мемуари ніколи не видавались окремою книгою, але весь рукопис був опублікований як додаток до звіту Комітету.
Основним напрямком тексту де Мореншильда є серія спогадів про короткий період між вереснем 1962 та квітнем 1963 року, коли він та його дружина були знайомі з Освальдами. Другорядним напрямком є ряд роздумів про руйнівний вплив, який Освальди мали на професійне та особисте життя де Мореншильдів. «Слід зазначити, що наш короткий контакт з Освальдами сильно позначився на нашому житті.» Рукопис менше цікавиться винністю чи невинністю Освальда, ніж спробою показати, хто справжні злочинці. Висловлюючи думку, що Освальд був «просто маріонеткою, не причетною до жодної помсти», і посилаючись на статті про «організоване вбивство для прибутку», де Мореншильд закликає читачів самим скласти свою думку. Рукопис де Мореншильда був редагований та прокоментований Майклом Рінеллою та був випущений у листопаді 2014 року видавництвом Університету Канзасу під назвою «Лі Харві Освальд, якого я знаю».

## Зображення в популярних медіа
Де Мореншильд був зіграний Вілемом Олтмансом, голландським журналістом, який сформував з ним дружні стосунки в кінці 1960-х, у фільмі 1991 року «Джон Ф. Кеннеді. Постріли в Далласі» і Біллом Болендером у телевізійному фільмі 1993 року «Фатальний обман: пані Лі Харві Освальд». Також він згадується в довгому описі у романі Стівена Кінга «11/22/63», романі про подорож у часі, присвячений вбивству Кеннеді, і з'являється в телевізійній адаптації 2016 року «11.22.63», де грає роль Джонні Койн. Його досвід у Гаїті зображено у романі Ганса Крістофа Буха «Haïti Chérie» (Suhrkamp, 1990).
Де Мореншильд обговорювався у програмі «Теорія змов з Джессі Вентурою» на TruTV. У випуску стверджується, що де Мореншильд насправді був провідником ЦРУ для Освальда.
У 1997 році нідерландський кінематографіст Тео ван Гог випустив фільм «Willem Oltmans, De Eenmotorige Mug» (Вілем Олтманс, однодвигунний комар). У фільмі журналіст Вілем Олтманс розповідає про свої контакти з де Мореншильдом (та матір'ю Освальда, Маргаритою Освальд) до смерті де Мореншильда у 1977 році.